# Violetta - Il concerto
Violetta - Il concerto (in lingua originale Violetta en vivo) è stato un tour musicale basato sulla telenovela argentina Violetta.

## Trama
Lo Studio On Beat cambia scenario e i ragazzi frequentatori devono partecipare ad un concorso musicale dove preparano canzoni e coreografia e in caso di vincita vanno alla finale mondiale al "Wonder Dreams Hall", dove hanno cantato artisti molto conosciuti e sarebbe una grande possibilità per tutti gli studenti.

## Produzione
Nei primi mesi del 2013 è stato confermato un adattamento teatrale della serie argentina Violetta, con protagonisti Martina Stoessel, Jorge Blanco e Diego Dominguez, da diverse voci, tra le altre da parte di Ruggero Pasquarelli, attore dello sceneggiato, in un'intervista, dove afferma che ci sarà anche lui; anche se in seguito prende parte solamente agli spettacoli europei. Viene anche annunciata la data e l'intitolazione, cioè "Violetta en vivo". In un'altra intervista, Martina Stoessel ha annunciato che ci saranno oltre 60 spettacoli solamente al Gran Rex.
Lo spettacolo ha debuttato il 13 luglio 2013 al Teatro Gran Rex di Buenos Aires in Argentina alle ore 14:30 e alle 17:30 come negli spettacoli successivi dei mesi di luglio e agosto. Inizialmente, le date del Gran Rex erano previste fino al 1º settembre ma poi sono state allungate fino al 15 settembre, sempre due volte al giorno ma non con cadenza giornaliera.
In meno di un mese sono stati venduti 120.000 biglietti per le sole rappresentazioni a Buenos Aires. In seguito, il numero aumenta fino a 160.000.
Il 6 settembre 2013 è stata confermata la versione italiana dello show (con il titolo Violetta - Il concerto). Il tour è iniziato da gennaio 2014 e ha toccato le città più importanti da nord a sud: Milano, Bologna, Roma, Napoli, Catania, Padova, Firenze e Torino. 

### Cast
Nel tour compaiono la maggior parte degli attori della serie televisiva, ad eccezione dei personaggi adulti e di quelli che hanno lasciato dopo la prima stagione. L'attore Ruggero Pasquarelli partecipa solamente alle rappresentazioni in Europa.

## Set list
Buenos Aires (2013)
1. Apertura/Hoy Somos Mas (Martina)
2. Tienes el talento (Tutto il cast)
3. Euforia (Tutto il cast)
4. Habla Si puedes (Martina)
5. Podemos (Martina e Jorge)
6. Ahí estaré (Mercedes e Facundo)
7. Are You Ready For The Ride? (Facundo, Jorge, Nicolás, Samuel, Diego e Xabiani)
8. Veo Veo (Martina, Lodovica e Candelaria)
9. Voy Por Ti - Acapella (Diego)
10. Voy Por Ti (Jorge)
11. Peligrosamente Bellas (Mercedes e Alba)
12. Yo Soy Así (Diego)
13. Como Quieres (Martina)
14. Junto A Ti (Martina, Lodovica e Candelaria)
15. Te esperaré (Jorge)
16. On Beat (Tutto il cast)
17. Juntos Somos Más (Tutto il cast)
18. En Mi Mundo - Acapella (Martina)
19. Ser Mejor (Tutto il cast)
20. Te Creo (Martina)
21. En mi mundo (Martina)

Latinoamérica
1. Apertura/Hoy Somos Mas (Martina)
2. Tiene el talento (Tutto il cast)
3. Euforia (Tutto il cast)
4. Habla Si puedes (Martina)
5. Podemos (Martina e Jorge)
6. Ahí estaré (Mercedes e Facundo)
7. Are You Ready For The Ride? (Facundo, Jorge, Nicolás, Samuel, Diego e Xabiani)
8. Alcancemos Las Estrellas (Martina, Lodovica, Candelaria, Mercedes e Alba)
9. Voy Por Ti - Acapella (Diego)
10. Voy Por Ti (Jorge)
11. Nuestro Camino (Martina e Jorge)
12. Veo Veo (Martina, Lodovica e Candelaria)
13. Peligrosamente Bellas (Mercedes e Alba)
14. Entre dos Mundos (Jorge)
15. Te Fazer Feliz (Samuel, Jorge, Nicolás, Facundo)
16. Yo Soy Así (Diego)
17. Como Quieres (Martina)
18. Junto A Ti (Martina, Lodovica e Candelaria)
19. Tu foto de Verano (Facundo, Jorge, Nicolás, Samuel, Diego e Xabiani)
20. Te esperaré (Jorge)
21. On Beat (Tutto il cast)
22. Juntos Somos Más (Tutto il cast)
23. En Mi Mundo - Acapella (Martina)
24. Ser Mejor (Tutto il cast)
25. Te Creo (Martina)
26. En mi mundo (Martina)

Europa e Buenos Aires (2014)
1. Apertura/Hoy Somos Mas (Martina)
2. Tiene el talento (Tutto il cast)
3. Euforia (Tutto il cast)
4. Habla Si puedes (Martina)
5. Podemos (Martina e Jorge)
6. Ahí estaré (Mercedes e Facundo)
7. Are You Ready For The Ride? (Facundo, Jorge, Nicolás, Samuel, Diego e Xabiani)
8. Alcancemos Las Estrellas (Martina, Lodovica, Candelaria, Mercedes e Alba)
9. Voy Por Ti - Acapella (Diego)
10. Voy Por Ti (Jorge)
11. Nuestro Camino (Martina e Jorge)
12. Veo Veo (Martina, Lodovica e Candelaria)
13. Peligrosamente Bellas (Mercedes e Alba)
14. Luz, cámara y acción (Ruggero e Mercedes) (Solo Italia e Spagna)
15. Entre dos Mundos (Jorge)
16. Yo Soy Así (Diego)
17. Como Quieres (Martina)
18. Vieni e canta (Lodovica Comello, Ruggero Pasquarelli) (Solo Italia)
19. Junto A Ti (Martina, Lodovica e Candelaria)
20. Te esperaré (Jorge)
21. On Beat (Tutto il cast)
22. Juntos Somos Más (Tutto il cast)
23. En Mi Mundo\Nel mio mondo - Acapella (Martina)
24. Ser Mejor (Tutto il cast)
25. Te Creo (Martina)
26. En mi mundo\Nel mio mondo (Martina)

## Date
| Data              | Stato     | Città               | Teatro                                        |
| ----------------- | --------- | ------------------- | --------------------------------------------- |
| America Latina    |           |                     |                                               |
| 13 luglio 2013    | Argentina | Buenos Aires        | Teatro Gran Rex                               |
| 14 luglio 2013    | Argentina | Buenos Aires        | Teatro Gran Rex                               |
| 16 luglio 2013    | Argentina | Buenos Aires        | Teatro Gran Rex                               |
| 17 luglio 2013    | Argentina | Buenos Aires        | Teatro Gran Rex                               |
| 18 luglio 2013    | Argentina | Buenos Aires        | Teatro Gran Rex                               |
| 19 luglio 2013    | Argentina | Buenos Aires        | Teatro Gran Rex                               |
| 20 luglio 2013    | Argentina | Buenos Aires        | Teatro Gran Rex                               |
| 21 luglio 2013    | Argentina | Buenos Aires        | Teatro Gran Rex                               |
| 23 luglio 2013    | Argentina | Buenos Aires        | Teatro Gran Rex                               |
| 24 luglio 2013    | Argentina | Buenos Aires        | Teatro Gran Rex                               |
| 25 luglio 2013    | Argentina | Buenos Aires        | Teatro Gran Rex                               |
| 26 luglio 2013    | Argentina | Buenos Aires        | Teatro Gran Rex                               |
| 27 luglio 2013    | Argentina | Buenos Aires        | Teatro Gran Rex                               |
| 28 luglio 2013    | Argentina | Buenos Aires        | Teatro Gran Rex                               |
| 2 agosto 2013     | Argentina | Buenos Aires        | Teatro Gran Rex                               |
| 3 agosto 2013     | Argentina | Buenos Aires        | Teatro Gran Rex                               |
| 4 agosto 2013     | Argentina | Buenos Aires        | Teatro Gran Rex                               |
| 9 agosto 2013     | Argentina | Buenos Aires        | Teatro Gran Rex                               |
| 10 agosto 2013    | Argentina | Buenos Aires        | Teatro Gran Rex                               |
| 11 agosto 2013    | Argentina | Buenos Aires        | Teatro Gran Rex                               |
| 15 agosto 2013    | Argentina | Buenos Aires        | Teatro Gran Rex                               |
| 16 agosto 2013    | Argentina | Buenos Aires        | Teatro Gran Rex                               |
| 17 agosto 2013    | Argentina | Buenos Aires        | Teatro Gran Rex                               |
| 18 agosto 2013    | Argentina | Buenos Aires        | Teatro Gran Rex                               |
| 23 agosto 2013    | Argentina | Buenos Aires        | Teatro Gran Rex                               |
| 24 agosto 2013    | Argentina | Buenos Aires        | Teatro Gran Rex                               |
| 25 agosto 2013    | Argentina | Buenos Aires        | Teatro Gran Rex                               |
| 27 agosto 2013    | Argentina | Buenos Aires        | Teatro Gran Rex                               |
| 30 agosto 2013    | Argentina | Buenos Aires        | Teatro Gran Rex                               |
| 31 agosto 2013    | Argentina | Buenos Aires        | Teatro Gran Rex                               |
| 1º settembre 2013 | Argentina | Buenos Aires        | Teatro Gran Rex                               |
| 5 settembre 2013  | Argentina | Buenos Aires        | Teatro Gran Rex                               |
| 6 settembre 2013  | Argentina | Buenos Aires        | Teatro Gran Rex                               |
| 7 settembre 2013  | Argentina | Buenos Aires        | Teatro Gran Rex                               |
| 8 settembre 2013  | Argentina | Buenos Aires        | Teatro Gran Rex                               |
| 10 settembre 2013 | Argentina | Buenos Aires        | Teatro Gran Rex                               |
| 11 settembre 2013 | Argentina | Buenos Aires        | Teatro Gran Rex                               |
| 14 settembre 2013 | Argentina | Buenos Aires        | Teatro Gran Rex                               |
| 15 settembre 2013 | Argentina | Buenos Aires        | Teatro Gran Rex                               |
| 28 settembre 2013 | Paraguay  | Asunción            | Polideportivo del Club Sol de América         |
| 29 settembre 2013 | Paraguay  | Asunción            | Polideportivo del Club Sol de América         |
| 3 ottobre 2013    | Argentina | Santa Fé            | Club Unión Santa Fé                           |
| 4 ottobre 2013    | Argentina | Santa Fé            | Club Unión Santa Fé                           |
| 6 ottobre 2013    | Argentina | Rosario             | Metropolitano                                 |
| 7 ottobre 2013    | Argentina | Rosario             | Metropolitano                                 |
| 9 ottobre 2013    | Argentina | Neuquén             | Stadio Ruca Che                               |
| 11 ottobre 2013   | Cile      | Santiago del Cile   | Movistar Arena                                |
| 12 ottobre 2013   | Cile      | Santiago del Cile   | Movistar Arena                                |
| 13 ottobre 2013   | Cile      | Santiago del Cile   | Movistar Arena                                |
| 16 ottobre 2013   | Argentina | Mendoza             | Arena Maipú                                   |
| 17 ottobre 2013   | Argentina | Mendoza             | Arena Maipú                                   |
| 19 ottobre 2013   | Argentina | Cordoba             | Orfeo Superdomo                               |
| 20 ottobre 2013   | Argentina | Cordoba             | Orfeo Superdomo                               |
| 21 ottobre 2013   | Argentina | Cordoba             | Orfeo Superdomo                               |
| 26 ottobre 2013   | Brasile   | San Paolo           | Credicard Hall                                |
| 27 ottobre 2013   | Brasile   | San Paolo           | Credicard Hall                                |
| 28 ottobre 2013   | Brasile   | San Paolo           | Credicard Hall                                |
| 2 novembre 2013   | Uruguay   | Montevideo          | Teatro de Verano                              |
| 3 novembre 2013   | Uruguay   | Montevideo          | Teatro de Verano                              |
| 6 novembre 2013   | Perù      | Lima                | Jockey Club                                   |
| 8 novembre 2013   | Messico   | Città del Messico   | Auditorio Nacional                            |
| 9 novembre 2013   | Messico   | Città del Messico   | Auditorio Nacional                            |
| 10 novembre 2013  | Messico   | Città del Messico   | Auditorio Nacional                            |
| 13 novembre 2013  | Guatemala | Città del Guatemala | Domo Polideportivo Zona 13                    |
| 15 novembre 2013  | Venezuela | Valencia            | Forum de Valencia                             |
| 16 novembre 2013  | Venezuela | Caracas             | Poliedro de Caracas                           |
| 17 novembre 2013  | Venezuela | Caracas             | Poliedro de Caracas                           |
| Europa            |           |                     |                                               |
| 29 novembre 2013  | Spagna    | Barcellona          | Palau Sant Jordi                              |
| 30 novembre 2013  | Spagna    | Barcellona          | Palau Sant Jordi                              |
| 1º dicembre 2013  | Spagna    | Barcellona          | Palau Sant Jordi                              |
| 4 dicembre 2013   | Spagna    | Bilbao              | Bilbao Arena                                  |
| 5 dicembre 2013   | Spagna    | Bilbao              | Bilbao Arena                                  |
| 6 dicembre 2013   | Spagna    | Bilbao              | Bilbao Arena                                  |
| 7 dicembre 2013   | Spagna    | Madrid              | Palacio de Deportes de la Comunidad de Madrid |
| 8 dicembre 2013   | Spagna    | Madrid              | Palacio de Deportes de la Comunidad de Madrid |
| 10 dicembre 2013  | Spagna    | Siviglia            | Palacio de Deportes San Pablo                 |
| 12 dicembre 2013  | Spagna    | Valencia            | Pabellón Municipal Fuente de San Luis         |
| 13 dicembre 2013  | Spagna    | Valencia            | Pabellón Municipal Fuente de San Luis         |
| 14 dicembre 2013  | Spagna    | Malaga              | Palacio de Deportes José María Martín Carpena |
| 15 dicembre 2013  | Spagna    | Malaga              | Palacio de Deportes José María Martín Carpena |
| 3 gennaio 2014    | Italia    | Milano              | Mediolanum Forum                              |
| 4 gennaio 2014    | Italia    | Milano              | Mediolanum Forum                              |
| 5 gennaio 2014    | Italia    | Milano              | Mediolanum Forum                              |
| 6 gennaio 2014    | Italia    | Bologna             | Unipol Arena                                  |
| 10 gennaio 2014   | Italia    | Roma                | PalaLottomatica                               |
| 11 gennaio 2014   | Italia    | Roma                | PalaLottomatica                               |
| 12 gennaio 2014   | Italia    | Roma                | PalaLottomatica                               |
| 15 gennaio 2014   | Francia   | Parigi              | Grand Rex                                     |
| 17 gennaio 2014   | Francia   | Parigi              | Grand Rex                                     |
| 18 gennaio 2014   | Francia   | Parigi              | Grand Rex                                     |
| 19 gennaio 2014   | Francia   | Parigi              | Grand Rex                                     |
| 21 gennaio 2014   | Italia    | Napoli              | PalaPartenope                                 |
| 22 gennaio 2014   | Italia    | Napoli              | PalaPartenope                                 |
| 23 gennaio 2014   | Italia    | Napoli              | PalaPartenope                                 |
| 25 gennaio 2014   | Italia    | Catania             | PalaCatania                                   |
| 26 gennaio 2014   | Italia    | Catania             | PalaCatania                                   |
| 28 gennaio 2014   | Italia    | Padova              | PalaFabris                                    |
| 29 gennaio 2014   | Italia    | Padova              | PalaFabris                                    |
| 31 gennaio 2014   | Italia    | Firenze             | Nelson Mandela Forum                          |
| 1º febbraio 2014  | Italia    | Firenze             | Nelson Mandela Forum                          |
| 2 febbraio 2014   | Italia    | Torino              | Palasport Olimpico                            |
| America Latina    |           |                     |                                               |
| 28 febbraio 2014  | Argentina | Buenos Aires        | Luna Park                                     |
| 1º marzo 2014     | Argentina | Buenos Aires        | Luna Park                                     |
| 2 marzo 2014      | Argentina | Buenos Aires        | Luna Park                                     |
| 3 marzo 2014      | Argentina | Buenos Aires        | Luna Park                                     |
| 4 marzo 2014      | Argentina | Buenos Aires        | Luna Park                                     |

## Accoglienza
Il tour è stato accolto positivamente dai fan e della critica. Il giornalista Alejandra Herren de Clarín ha definito lo spettacolo "eccellente", affermando inoltre che: "si tratta di una produzione di livello molto alto, nella quale tutto ha una energia propria dei grandi concerti delle più importanti band musicali del rock", complimentandosi anche con Jorge Blanco in quanto ha doti di ballerino notevoli rispetto agli altri attori.